# جلال شاهسون
جلال شاهسون (زاده در گنبد کاووس) بازیکن سابق و مربی فعلی والیبال اهل ایران است. وی در ابتدا والیبال را در تیم منتخب مازندران آغاز کرد و یکی از مهره‌های مطرح این تیم به‌شمار می‌رفت. وی بعدها در تیم پاس تهران بازی می‌کرد. جلال شاهسون بعد از خروج از ایران به آلمان و سوئیس رفت و در این دو کشور مشغول به زندگی و فعالیت در مربیگری شد.